# وب‌درایور تورسو

یک اسلاید معمولی وب‌درایور تورسو. افت کیفیت در متن و در امتداد لبه‌های مستطیل قابل مشاهده است.

وب‌درایور تورسو (به انگلیسی: Webdriver Torso) یک حساب کاربری تست عملکرد خودکار یوتیوب است که در سال ۲۰۱۴ به دلیل گمانه زنی‌ها در مورد ماهیت آن (که در آن زمان توضیح داده نشد) و شوخی‌هایی که در برخی از ویدیوهای آن به نمایش درآمد، مشهور شد.
این کانال در ۷ مارس ۲۰۱۳ توسط گوگل ایجاد شد، این کانال در ۲۳ سپتامبر همان سال شروع به آپلود ویدیوها کرد که شامل اسلایدهای ساده همراه با بوق بود. در سال ۲۰۱۴ زمانی که به منبع حدس و گمان بینندگانی تبدیل شد که آن را کشف کردند و سه ویدیوی غیرمعمول را مشاهده کردند، مورد توجه عموم قرار گرفت. این یک رمز و راز محبوب باقی ماند تا اینکه یوتیوب با طنز اذعان کرد که این کانال به عنوان یک ابزار آزمایش ایجاد شده‌است. این کانال پس از ۶۲۴۷۷۴ ویدیو از ۴ مه ۲۰۱۷، پست کردن ویدیوها را با این میزان متوقف کرد؛ اگرچه در سال‌های پس از آن چند ویدیوی دیگر را پست کرد.

## ویدیوها
از ۳۰ سپتامبر ۲۰۱۶ تا ۳۱ اکتبر ۲۰۱۹، این کانال در مجموع ۶۲۴۷۷۴ ویدیو بارگذاری کرده‌است. فاصله بین یک آپلود و آپلود دیگر معمولاً بین ۱ تا ۱۵ دقیقه بود، اما گاهی اوقات تا یک ساعت می‌رسید. به استثنای سه مورد، همه ویدیوها از مجموعه استانداردهایی پیروی می‌کنند که در زیر توضیح داده شده‌است. آپلود کانال در ۴ مه ۲۰۱۷ متوقف شد، اما آپلود را در ۱۸ مه ۲۰۱۸ از سر گرفت تا اینکه چهار روز بعد دوباره متوقف شد. یکی از آخرین ویدیوها در ۱۶ نوامبر ۲۰۲۰ آپلود شد، اما پس از آن به سرعت حذف شد، از هم‌اکنون، آخرین ویدیوی آپلود شده توسط وب‌درایور تورسو در ۲۷ مارس ۲۰۲۳ بود
بیشتر ویدیوها ۱۱ ثانیه طول می‌کشند، اگرچه برخی نیز حدود ۱ دقیقه، ۵ دقیقه یا ۲۵ دقیقه هستند. آنها اسلایدشوهایی هستند که اسلایدهایی به طول حدود ۱ ثانیه را نشان می‌دهند. هر اسلاید متشکل از یک پس‌زمینه سفید جامد است که با دو مستطیل مات تک رنگ، یکی قرمز و دیگری آبی همپوشانی دارد. هر دو مستطیل دارای اندازه، شکل و موقعیت تصادفی روی اسلاید هستند. هنگامی که این دو با هم همپوشانی دارند، مستطیل قرمز همیشه روی یک مستطیل آبی ظاهر می‌شود و در موارد نادر، مستطیل قرمز کاملاً مستطیل آبی را می‌پوشاند. هر اسلاید دارای صدای موج تصادفی کامپیوتری است. در گوشه هر ویدیو می‌گوید "aqua.flv - slide (شماره اسلاید چهار رقمی)". ویدیوهای اولیه «آکوا» نامیده می‌شدند، که سپس به «tmp»، مخفف کلمه «قالب» یا «موقت»، و به دنبال کاراکترهای تصادفی تغییر یافت. اگرچه برخی از ویدیوها این الگوی عنوان را شکسته‌اند، مانند برخی از عناوین دارای فاصله و یک ویدیوی ۲۵ دقیقه ای با عنوان "the"، اما همچنان دارای همان مثلث‌های آبی و قرمز هستند.

### آپلودهای غیر معمول
این کانال دارای سه ویدیو است که از استانداردهای کانال پیروی نمی‌کنند و در عوض دارای ارجاعات داخلی یا جوک هستند. یکی از آنها، با عنوان "tmpRkRL85" (احتمالاً مخفف " T e mp orary R ic k R o l l 19 85 " یا " T e mp late R ic kr o l l 1985")، به‌طور معمول پخش می‌شود تا زمانی که مستطیل قرمز تبدیل شود. تصویری از رقص ریک استلی (با اشاره به پدیده Rickrolling) در نیمه دوم ویدیو. ویدئوی "۰۰۰۱۴" قطعه ای از فیلم تایم لپس است که در پاریس ضبط شده‌است که روشن شدن برج ایفل در شب را نشان می‌دهد. در پایان ویدیو، دوربین کنار گذاشته می‌شود و صفحه فیس بوک Webdriver Torso برای چند فریم قابل مشاهده است. آخرین مورد، "۰٫۴۵۵۴۴۲۳۷۳۷۹۳"، فقط در فرانسه قابل مشاهده است، برای تماشای آن باید ۱٫۹۹ یورو پرداخت شود و فقط با کارت اعتباری فرانسوی قابل پرداخت است. این یک قسمت از کارتون آمریکایی بزرگسالان Aqua Teen Hunger Force را نشان می‌دهد که به زبان اسپانیایی دوبله شده‌است. در حالی که ظاهراً یک مرجع داخلی یا شوخی نیست، آپلود ۳ می ۲۰۲۲ با عنوان "ویدئوی ۱۰ دقیقه ای تولید شده" دارای متنی در پایین گوشه سمت چپ است که عبارت "kaustubhb.20220503-161459.640x360x10min.0600s - اسلاید با عدد چهار رقمی (slide))" برخلاف معمول "aqua.flv - slide (شماره اسلاید با چهار رقم)".

## حدس و گمان
قبل از تأیید یوتیوب گمان‌هایی دربارهٔ هویت و محتوای ویدیوها وجود داشت. فرضیه‌های مربوط به اهداف کانال شامل پیام‌های جاسوسی، تماس با شکل‌های حیات فرازمینی، طرح‌های ساخت‌وساز و یک برنامه استخدام Cicada 3301 بود.

### ارجاعات غیرقابل توضیح
علیرغم اینکه گوگل هدف کانال را روشن کرده‌است، این ارجاعات به ظاهر طنز موجود در برخی از ویدئوها را توضیح نمی‌دهد. اینها شامل قسمت Aqua Teen Hunger Force، شبح ریک استلی، و فیلم برج ایفل است. علاوه بر این، Webdriver Torso در یک زمان اظهار داشت: «Matei بسیار باهوش است». «متی» مورد بحث ناشناخته است، اما بساراب متی، متی مانکاس، متی گروبر، متی سیوکارلی و تهیه‌کننده سابق Cinemassacre، مایک متی، همگی مظنون بوده‌اند. نظر «متی» ظاهراً مدتی بعد حذف شد.